# 肇庆行政长官列表
本表列出历任1949年中华人民共和国成立后肇庆地区的行政首长。1988年2月起成立地级肇庆市，肇庆市人民政府的行政首长是肇庆市市长。

## 肇庆临时治安委员会主任委员
- 廖强，1949年10月19日－1949年10月21日在任。

## 肇庆区军事管制委员会
- 吴桐，1949年10月21日－1949年11月18日在任。

## 西江行政督察专员公署专员
- 谭天度，广东高明人，1949年11月－1950年9月在任。

## 西江区专员公署专员
- 谭天度，广东高明人，1949年11月－1952年12月在任。

## 粤中行政区行署主任
- 郭清文，河北人，1952年12月－1954年9月在任。
- 耿如云，陕西人，1954年9月－1956年1月在任。

## 高要专区行政公署专员
- 冯扬武，江西人，1956年2月－1958年3月在任。
- 范希贤，1958年3月－1958年11月在任。

## 江门专区行政公署专员
- 范希贤，1958年11月－1960年8月在任。
- 徐瑞，1960年8月－1961年4月在任。

## 肇庆专区行政公署专员
- 徐瑞，广东三水人，1961年4月－1962年2月在任。
- 梅景生，河北人，1962年9月－1963年9月在任。
- 张进齐，河北人，1963年9月－1966年5月在任。

## 肇庆地区革命委员会主任
- 董自立，河北人，1968年3月－1972年11月在任。
- 刘俊杰，河南人，1972年11月－1974年4月在任。
- 许士杰，广东澄海人，1974年4月－1979年4月在任。

## 肇庆地区行政公署专员
- 郭荣昌，广东潮阳人，1979年4月－1981年5月在任。
- 关立，广东开平人，1981年5月－1983年7月在任。
- 张超崇，广东顺德人，1983年7月－1988年2月在任。

## 地级肇庆市市长
- 唐广安，广西人，1988年2月－1993年4月在任。
- 陈均伦，广东云浮人，1993年4月－1995年12月在任。
- 梁伟发，广东罗定人，1995年12月－2000年2月在任。
- 江海燕，广东陆丰人，2000年2月－2003年4月在任。
- 邓耀华，广东南海人，2003年4月－2004年10月在任。
- 杨浩明，广东广州人，2004年10月－2009年10月在任。
- 郭锋，广东大埔人，2009年10月－2015年1月在任。
- 赖泽华，广东紫金人，2015年3月－2016年7月在任。
- 陈旭东，浙江人，2016年7月－2017年7月在任。
- 范中杰，四川人，2017年8月－2019年10月在任。
- 吕玉印，河南人，2019年10月－2021年6月在任。
- 许晓雄，广东揭西人，2021年7月至今。